# 19 (映画)
『19』（ナインティーン）は、2001年7月14日に公開された日本の青春映画。上映時間82分。監督は本作がデビューとなった渡辺一志。
サラエヴォ国際映画祭で新人監督特別賞を受賞。

## ストーリー
目的もないまま盗んだ車で旅を続ける男たちと、19歳の大学生との奇妙な旅を描いた青春映画。 

## 出演者
- 宇佐美 ：川岡大次郎
- 横浜：渡辺一志
- 千葉：野呂武夫
- 神戸：シンミョウリョウ
- 浜辺の男：遠藤雅
- 警官：野沢那智

## スタッフ
- 脚本・監督：渡辺一志
- 配給：ギャガ・コミュニケーションズ

## 註解
1. ↑  横山キック web site